# Ерзовка (Окуловский район)
Ерзовка — деревня в Окуловском муниципальном районе Новгородской области, относится к Угловскому городскому поселению.

## Географическое положение
Деревня Ерзовка расположена на Валдайской возвышенности, на южном берегу озера Зван, с восточной стороны главного хода Октябрьской железной дороги, в 2 км к северо-западу от границы с Бологовским районом Тверской области, в 10 км к юго-востоку от посёлка Угловка, в 36 км к юго-востоку от города Окуловка.
В 0,6 км к северо-западу находится деревня Селище.
На противоположном берегу озера Зван находится деревня Пабережье.

## История
В XV—XVII вв. деревня Ортемово находилась в Пиросском погосте Деревской пятины Новгородской земли.
В середине XV века деревня Ортемово принадлежала знатному новгородцу Фёдору Ивановичу Лесскому. В 1480-х перешла в собственность князя Юрия Константиновича Оболенского. В середине XVI века деревней владел его сын, князь Фёдор Глазатый Оболенский.
В 1773—1927 деревня Ерзовка (Устье) находилась в Боровичском уезде Новгородской губернии.
С начала XIX века до 1918 Ерзовка (Устье) — в составе Рядовской волости Боровичского уезда.
Деревня Устье отмечена на карте 1826—1840 годов.
В 1911 в деревне Ерзовка было 26 дворов с 40 домами и населением 225 человек. Имелись часовня и хлебозапасный магазин.
В 1918—1921 деревня Ерзовка входила в Падалицкую волость Боровичского уезда. В 1921—1927 вернулась в Рядовскую волость.
Население деревни Ерзовки по переписи населения 1926 года — 124 человека.
В 1927 деревня Ерзовка вошла в состав Селищенского сельсовета новообразованного Угловского района Боровичского округа Ленинградской области.
В 1932 Селищенский сельсовет и деревня Ерзовка вошли в состав Окуловского района в связи с упразднением Угловского района.
В 1962 сельсовет и деревня вошли в крупный Окуловский сельский район, а в 1963 административный Окуловский район был упразднён. В 1963 Селищенский сельсовет был переименован в Званский сельсовет. В 1965 года сельские районы были преобразованы вновь в административные районы, и Званский сельсовет и деревня Ерзовка — вновь в Окуловском районе.
В 2005 деревня Ерзовка вошла в состав Угловского городского поселения.

## Население
| 2002 | 2004 | 2010 | 2011 |
| ---- | ---- | ---- | ---- |
| 26   | ↘22  | ↘14  | ↘11  |

## Транспорт
Ближайшая ж/д станция Селище в 4 км. Рядом с деревней Ерзовка находится остановочный пункт.

## Экология
В 1992 году при реконструкции автодороги Селище—Ерзовка—Пабережье был нарушен режим течения реки Зван, что привело к заболачиванию озера.